# Liste der Kulturdenkmale auf dem Predigerberg (Eisenach)
Die Liste der Kulturdenkmale auf dem Predigerberg (Eisenach) enthält die Kulturdenkmale des Denkmalensembles Predigerberg im Südviertel von Eisenach mit seinen Teilen und Einzeldenkmalen, wie sie in der vom Thüringischen Landesamt für Denkmalpflege und Archäologie 2006 herausgegebenen Denkmaltopographie veröffentlicht wurden. Dabei wurden unbebaute Flurstücke, die zum Denkmalensemble gehören, nicht in die Tabelle unten aufgenommen.

## Legende
- Bild: zeigt ein Bild des Kulturdenkmals und gegebenenfalls einen Link zu weiteren Fotos des Kulturdenkmals im Medienarchiv Wikimedia Commons
- Bezeichnung: Name, Bezeichnung oder die Art des Kulturdenkmals
- Lage: Wenn vorhanden Straßenname und Hausnummer des Kulturdenkmals; Grundsortierung der Liste erfolgt nach dieser Adresse. Der Link Karte führt zu verschiedenen Kartendarstellungen und nennt die Koordinaten des Kulturdenkmals.
 Kartenansicht, um Koordinaten zu setzen – in dieser Kartenansicht sind Kulturdenkmale ohne Koordinaten mit einem roten bzw. orangen Marker dargestellt und können in der Karte gesetzt werden. Kulturdenkmale ohne Bild sind mit einem blauen bzw. roten Marker gekennzeichnet, Kulturdenkmale mit Bild mit einem grünen bzw. orangen Marker.
- Datierung: gibt das Jahr der Fertigstellung beziehungsweise das Datum der Erstnennung oder den Zeitraum der Errichtung an
- Beschreibung: bauliche und geschichtliche Einzelheiten des Kulturdenkmals, vorzugsweise die Denkmaleigenschaften
- ID: Die ID identifiziert das Kulturdenkmal eindeutig. In Thüringen sind aktuell keine IDs veröffentlicht. In der ID-Spalte kann sich auch folgendes Icon  befinden, dies führt zu Angaben zu diesem Kulturdenkmal bei Wikidata.

## Denkmalliste
| Bild                           | Bezeichnung                                 | Lage                                                  | Datierung | Beschreibung | ID |
| ------------------------------ | ------------------------------------------- | ----------------------------------------------------- | --------- | --- | -- |
| BW                             | Denkmalensemble Predigerberg                | Am Hainstein (Karte)                                  |           | Teil des Denkmalensembles Predigerberg mit den Gebäuden Nr. 1, 2, 3, 4, 14, 15, 16 |    |
| weitere Bilder Fotos hochladen | Lars Olaf Jonathan Nathan Söderblom Denkmal | Am Hainstein o. Nr., Freifläche bei Nr. 15-16 (Karte) |           | |    |
| BW                             | Einfamilienhaus                             | Am Hainstein 4 (Karte)                                | 1909–1910 | Einfamilienhaus |    |
| weitere Bilder Fotos hochladen | Villa                                       | Am Hainstein 14 (Karte)                               | 1888–1889 | Villa Anna |    |
| Fotos hochladen                | Haus Hainstein                              | Am Hainstein 15–16 (Karte)                            | 1890      | Hotel Haus Hainstein mit Kapelle Hainstein |    |
| Fotos hochladen                | Villa „Hohenhainstein“                      | Am Hainstein 17 (Karte)                               | 1892      | Villa „Hohenhainstein“ 1892 für den Stuttgarter Verleger und Publizisten Prof. Joseph Kürschner erbaut                                                                                    |    |
| weitere Bilder Fotos hochladen | Denkmalensemble Predigerberg                | Am Roeseschen Hölzchen (Karte)                        | 1888      | Teil des Denkmalensembles Predigerberg mit dem Gebäude Nr. 1 |    |
| BW                             | Denkmalensemble Predigerberg                | Barfüßerstraße (Karte)                                |           | Teil des Denkmalensembles Predigerberg mit den Gebäuden Nr. 7, 9, 11, 12, 13, 14, 15, 16, 16a, 17, 18, 19, 20, 22, 22a, 23, 24, 25, 26, 27, 28, 29, 30, 32                                |    |
| Fotos hochladen                | Mehrfamilienhaus                            | Barfüßerstraße 18 (Karte)                             | 1904–1905 | Mehrfamilienhaus, Einfriedung |    |
| weitere Bilder Fotos hochladen | Mehrfamilienhaus                            | Barfüßerstraße 24 (Karte)                             | 1909–1910 | Mehrfamilienhaus |    |
| BW                             | Mehrfamilienhaus                            | Barfüßerstraße 26 (Karte)                             | 1900–1901 | Mehrfamilienhaus |    |
| weitere Bilder Fotos hochladen | Mehrfamilienhaus                            | Barfüßerstraße 29 (Karte)                             | 1892–1893 | Mehrfamilienhaus |    |
| BW                             | Denkmalensemble Predigerberg                | Beethovenstraße (Karte)                               |           | Teil des Denkmalensembles Predigerberg mit den Gebäuden Nr. 4, 5, 6, 7, 11, 15, 17, 19 |    |
| Fotos hochladen                | Einfamilienhaus                             | Beethovenstraße 6 (Karte)                             | 1884      | Einfamilienhaus |    |
| weitere Bilder Fotos hochladen | Einfamilienhaus                             | Beethovenstraße 11 (Karte)                            | 1906–1907 | Einfamilienhaus, Einfriedung |    |
| Fotos hochladen                | Denkmalensemble Predigerberg                | Burgstraße (Karte)                                    |           | Teil des Denkmalensembles Predigerberg mit den Gebäuden Nr. 1a, 3, 5, 6, 7, 8, 9, 10, 1, 12, 13, 14, 16, 18, 18a, 20, 22, 24, 26                                                          |    |
| weitere Bilder Fotos hochladen | Mehrfamilienhaus                            | Burgstraße 24 (Karte)                                 | 1900–1901 | Mehrfamilienhaus |    |
| BW                             | Denkmalensemble Predigerberg                | Domstraße (Karte)                                     |           | Teil des Denkmalensembles Predigerberg mit den Gebäuden Nr. 1, 3 |    |
| Fotos hochladen                | Einfamilienhaus                             | Domstraße 1 (Karte)                                   | 1926–1927 | Einfamilienhaus, Einfriedung |    |
| Fotos hochladen                | Denkmalensemble Predigerberg                | Hainweg (Karte)                                       |           | Teil des Denkmalensembles Predigerberg mit den Gebäuden Nr. 2, 4, 6, 7, 8, 9, 10, 11, 12, 13, 14, 15, 16, 17, 18, 19, 20, 21, 22, 23, 24, 25, 26, 27, 28, 30, 30a, 31, 32,33, 33a, 36, 38 |    |
| BW                             | Wohnhaus                                    | Hainweg 1 (Karte)                                     |           | |    |
| BW                             | Wohnhaus                                    | Hainweg 3 (Karte)                                     |           | |    |
| BW                             | Wohnhaus                                    | Hainweg 5 (Karte)                                     |           | |    |
| BW                             | Einfriedung                                 | Hainweg 5 (Karte)                                     |           | |    |
| Fotos hochladen                | Mehrfamilienhaus                            | Hainweg 8 (Karte)                                     | 1909–1910 | Mehrfamilienhaus, Stützmauer |    |
| Fotos hochladen                | Mehrfamilienhaus                            | Hainweg 14 (Karte)                                    | 1899      | Mehrfamilienhaus, Stützmauer |    |
| weitere Bilder Fotos hochladen | Mehrfamilienhaus                            | Hainweg 18 (Karte)                                    | 1899–1900 | Mehrfamilienhaus, Stützmauer |    |
| weitere Bilder Fotos hochladen | Mehrfamilienhaus                            | Hainweg 24 (Karte)                                    | 1903–1904 | Mehrfamilienhaus |    |
| weitere Bilder Fotos hochladen | Villa Kesselring                            | Hainweg 32 (Karte)                                    | 1898–1899 | Pension Villa Kesselring |    |
| BW                             | Denkmalensemble Predigerberg                | Junker-Jörg-Straße (Karte)                            |           | Teil des Denkmalensembles Predigerberg mit den Gebäuden Nr. 3, 3a, 5, 6, 7 |    |
| Fotos hochladen                | Einfamilienhaus                             | Junker-Jörg-Straße 3a (Karte)                         | 1904      | Einfamilienhaus |    |
| BW                             | Denkmalensemble Predigerberg                | Klosterweg (Karte)                                    |           | Teil des Denkmalensembles Predigerberg mit den Gebäuden Nr. 1, 1a, 1b, 3, 4, 5, 6, 7, 8, 9, 10, 14, 15, 17, 19, 21, 23, 25                                                                |    |
| Fotos hochladen                | Einfamilienhaus                             | Klosterweg 10 (Karte)                                 | 1896–1897 | Einfamilienhaus |    |
| weitere Bilder Fotos hochladen | Mehrfamilienhaus                            | Klosterweg 25 (Karte)                                 | 1914      | Mehrfamilienhaus |    |
| Fotos hochladen                | Hotel Burgfried                             | Marienstraße 60 (Karte)                               | 1869      | Hotel Burgfried |    |
| BW                             | Denkmalensemble Predigerberg                | Reuterweg (Karte)                                     |           | Teil des Denkmalensembles Predigerberg mit den Gebäuden Nr. 1, 2, 3 |    |
| Fotos hochladen                | Villa Elisabeth                             | Reuterweg 1 (Karte)                                   | 1858–1860 | Pension Villa Elisabeth |    |
| weitere Bilder Fotos hochladen | Reuter-Wagner-Villa                         | Reuterweg 2 (Karte)                                   | 1866–1868 | |    |
| BW                             | Mehrfamilienhaus                            | Reuterweg 2a (Karte)                                  | 1907–1908 | Mehrfamilienhaus, Stützmauer |    |
| BW                             | Einfamilienhaus                             | Reuterweg 2b (Karte)                                  | 1908–1909 | Einfamilienhaus |    |
| BW                             | Einfamilienhaus                             | Reuterweg 3 (Karte)                                   | 1911–1912 | Einfamilienhaus, Garten |    |
| Fotos hochladen                | Denkmalensemble Predigerberg                | Richard-Wagner-Straße (Karte)                         |           | Teil des Denkmalensembles Predigerberg mit den Gebäuden Nr. 1, 3, 4, 5, 6 |    |
| Fotos hochladen                | Denkmalensemble Predigerberg                | Schloßberg (Karte)                                    |           | Teil des Denkmalensembles Predigerberg mit den Gebäuden Nr. 6, 7, 9, 10, 11, 13, 15, 17, 19, 21, 23, 29                                                                                   |    |
| weitere Bilder Fotos hochladen | Einfamilienhaus                             | Schloßberg 8 (Karte)                                  | 1894–1895 | Einfamilienhaus |    |
| weitere Bilder Fotos hochladen | Villa Musculus                              | Schloßberg 10 (Karte)                                 | 1897–1899 | Mehrfamilienhaus mit Einfriedung |    |
| BW                             | Einfamilienhaus                             | Schloßberg 29 (Karte)                                 | 1852      | Einfamilienhaus |    |
| Fotos hochladen                | Denkmalensemble Predigerberg                | Steinweg (Karte)                                      |           | Teil des Denkmalensembles Predigerberg mit den Gebäuden Nr. 1, 3, 3a |    |